# Гари Дийгън
Гари Дийгън (Гари Дийгън) е ирландски полузащитник, играещ за Ковънтри Сити.